# Alain Poirier
Pour les articles homonymes, voir Poirier (homonymie).
Alain Poirier est un musicologue français né le 1er septembre 1954 à Désertines dont les recherches portent essentiellement sur la musique du XXe siècle.

## Biographie
Alain Poirier étudie l’écriture, l’analyse et l’histoire de la musique au Conservatoire national supérieur de musique de Paris et est titulaire d’une habilitation à diriger des recherches.
Il a également étudié la clarinette au conservatoire de Montluçon.
De 1989 à 1993, il est professeur d’analyse au Conservatoire national supérieur de musique de Paris, puis est responsable successivement des départements de pédagogie (1992-1995), des disciplines théoriques (1993-1997) et de musicologie (1997-2000). Durant cette période, il est également professeur d’histoire de la musique et de musicologie. À partir de 1995, il est aussi maître de conférences à l’École Polytechnique.
En septembre 2000, il est nommé directeur du Conservatoire national supérieur de musique de Paris, poste qu'il occupera jusqu'en 2009.
Il est depuis 2011 directeur de la recherche du Conservatoire national supérieur de musique et de danse de Lyon.
Il a par ailleurs été membre du comité de rédaction des revues « Analyse musicale » et « Musurgia ».

## Publications
- Arnold Schoenberg (Fayard, 1993)
- L'expressionnisme et la musique (1995), prix de l'Académie Charles Cros
- Toru Takemitsu (1996), prix des Muses
- Le Conservatoire de Paris, 1795-1995 : Deux cents ans de pédagogie (1999)
- André Boucourechliev (2002), Prix de l’Académie Charles Cros
- Webern et l’art de l’aphorisme (Cité de la musique, 2009)
- Entretien avec Alain Poirier in Remy Campos, Le Conservatoire de Paris et son histoire, une institution en questions, Paris, L'Œil d'or, 2016,  (ISBN 9782913661790)